# Pā

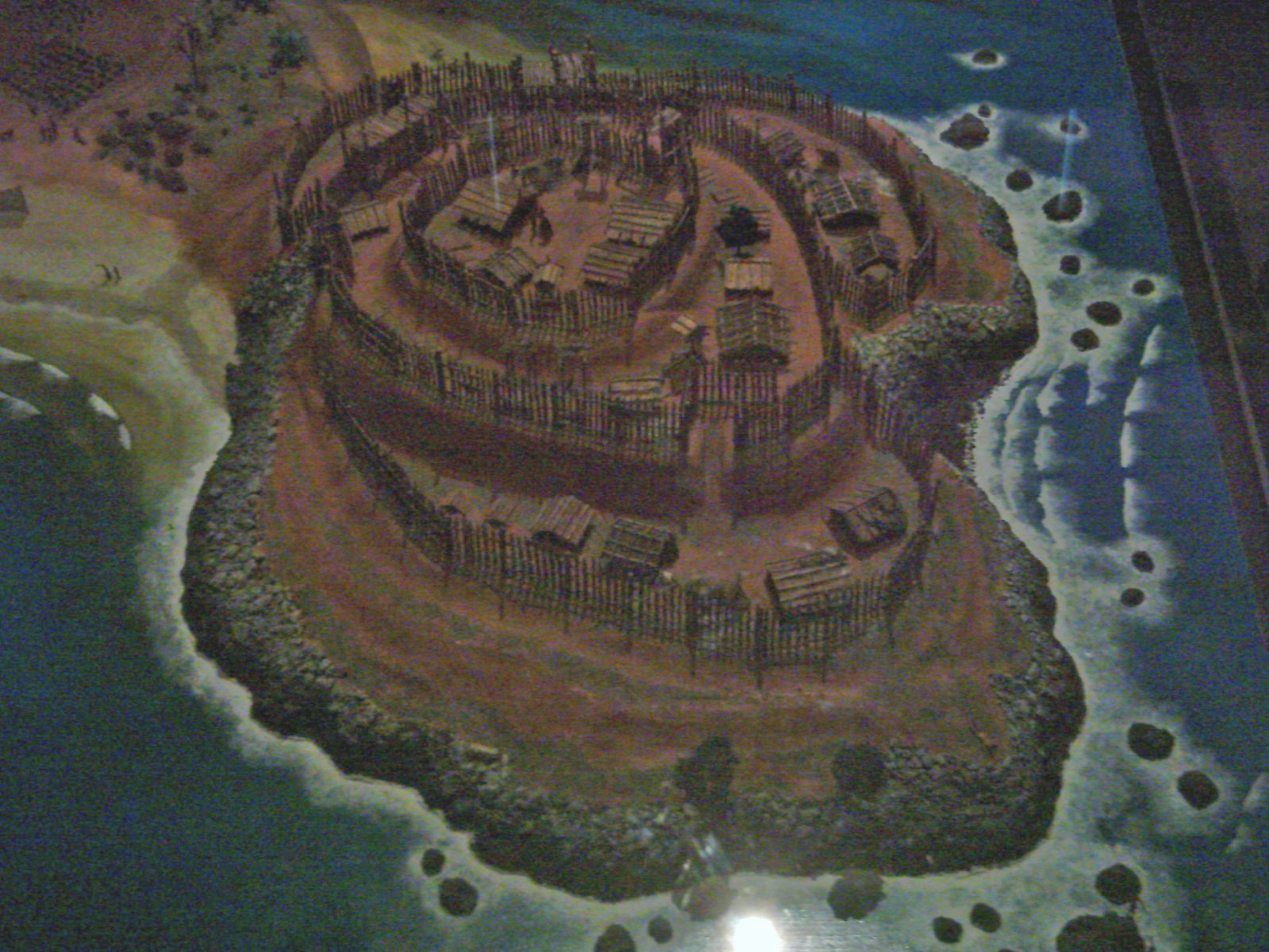
Modell eines typischen Pā mit Holzpalisaden auf einer Landzunge

Ein Pā [ˈpaː] ist ein befestigtes Dorf der Māori, dem indigenen Volk Neuseelands, oder eine Ansammlung befestigter Gemeinschaftsbauten, die auf Verteidigung ausgelegt ist.
Sie waren das soziale und sozio-politische Stammeszentrum. In der Māori-Gesellschaft repräsentierte ein großes Pā das Mana des Häuptlings oder eines Rangatira, die ihrerseits einem Stamm (Iwi) vorstanden. Fast alle Pā wurden an günstigen und sicheren Orten gebaut und spielten eine wichtige Rolle in der Zeit der Neuseelandkriege aber auch bereits vor der Landung europäischer Siedler und Eroberer in den Kämpfen zwischen den verschiedenen Māori-Stämmen, den Iwi.
Die befestigte Umgrenzung eines Pā bestand aus Holzpalisadenwänden oder Steinwällen und wurde von den Kriegern, die sich mit Speeren, auch Speerschleudern, und anderen Wurfgeschossen sowie teilweise später auch in den Musketen- und Neuseelandkriegen mit Musketen und Handfeuerwaffen verteidigten, errichtet. Pfeil und Bogen als Verteidigungswaffen der Pā sind nicht nachgewiesen. Die Pās wurden meist unter hohem Zeitdruck innerhalb weniger Tage errichtet und konnten mehrstündigen bis mehrwöchigen Angriffen widerstehen.
Da die Māori auf das Sammeln und Jagen von Nahrungsmitteln und anderen lebensnotwendigen Dingen angewiesen waren, blieben sie selten lange am Standort eines Pā, nutzten diese Standorte, wie archäologische Funde beweisen, aber über längere Zeiträume regelmäßig wieder. Aufgrund der verwendeten Materialien ist es heute jedoch sehr schwierig, die Standorte früherer Pā zu finden, lediglich anhand der bekannten Geländeformationen lassen sich heute derartige Stellen bestimmen.
Eines der größten Pā mit bis zu 5000 Bewohnern befand sich auf dem Maungakiekie / One Tree Hill im heutigen Auckland.
Interessante Dioramen mit umfangreichen Erläuterungen zum Aufbau eines Pā sowie Karten von Fundstellen findet man im Tawhiti Museum Hawera.